# Бикчагул
Бикчагул (баш. Биксағыл) — деревня в Аксеновском сельсовете муниципального района Альшеевский район Республики Башкортостана России. До 2008 года входила в состав Кайраклинского сельсовета.

## Население
| 2002 | 2009 | 2010 |
| ---- | ---- | ---- |
| 91   | ↘65  | ↗114 |

Согласно переписи 2002 года, преобладающие национальности — татары (53 %), башкиры (31 %).

## Географическое положение
Расстояние до:
- районного центра (Раевский): 32 км,
- центра сельсовета (Аксеново): 14 км,
- ближайшей железнодорожной станции (Аксеново): 7 км.